# Armando Artur
Pour les articles homonymes, voir Artur.
Armando Artur, né le 28 décembre 1962 à Alto Molócuè (pt) dans la province de Zambézie, est un poète mozambicain, collaborateur de nombreux périodiques et publications, qui fut également ministre de la Culture.

## Biographie
Il fut le secrétaire-général de l'Association des écrivains mozambicains (AEMO) et collabora à la revue littéraire Charrua à partir d'août 1984, ainsi qu'à de nombreuses revues littéraires, journaux, ouvrages pédagogiques, anthologies et publications diverses, nationales et étrangères.
En 1989, il est l'un des membres fondateurs de la Pan African Writers' Association (en) dont il est le représentant au Mozambique.

## Œuvre
- Espelho dos Dias (1986[4])
- O Hábito das Manhãs (1990[4])
- Estrangeiros de Nós Próprios (1996[4])
- Os Dias em Riste (2002[4])
- A Quintessência do Ser (2004[4])
- No Coração da Noite (2007[4])
- Felizes as Águas (anthologie de poèmes d'amour[4])
- As Falas do Poeta (2014[5])
- A reinvenção do ser - e a dor da pedra (2018[6])

## Distinctions
En 2002 Armando Artur reçoit le prix Rui de Noronha–FUNDAC et en 2004 le prix José Craveirinha de littérature, ex aequo avec Eduardo White.